# 阿塞里鄉

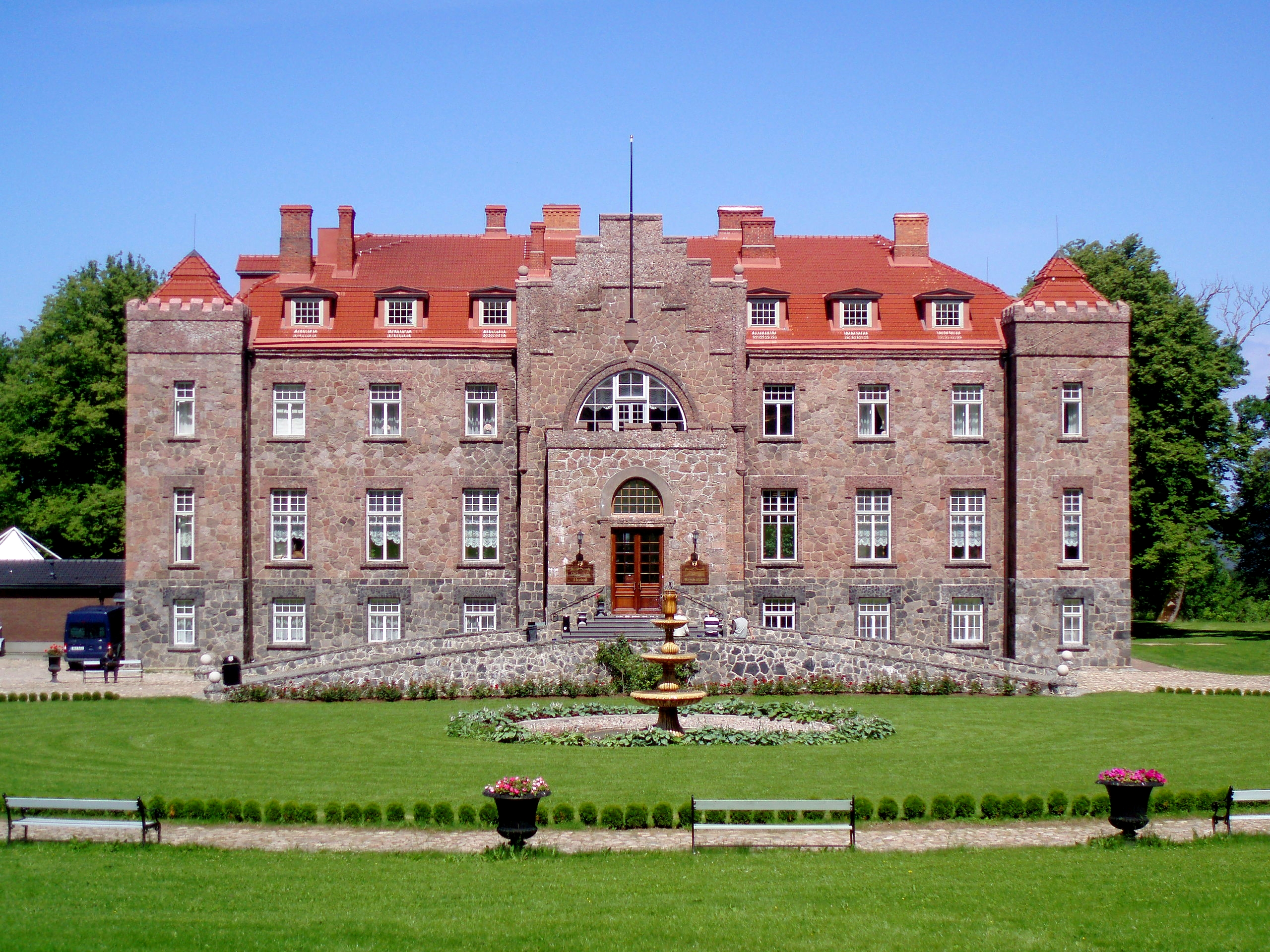
卡尔维庄园

阿塞里鄉，曾是愛沙尼亞東維魯縣的一個鄉村型市镇，位於該國東北部，行政中心設於阿塞里，面積67平方公里，2012年人口1,739，人口密度每平方公里26人。
2017年爱沙尼亚行政改革后，阿塞里市镇和西维鲁县的两个市镇合并为新的维鲁-尼古拉市镇，并隶属西维鲁县。
59°27′02″N 26°52′03″E / 59.45056°N 26.86750°E